# Le Verdier
 Le Verdier  là một xã thuộc tỉnh Tar trong vùng Occitanie ở phía nam nước Pháp. Xã này nằm ở khu vực có độ cao trung bình mét trên mực nước biển.
Sông Vère chảy theo hướng tây tây nam qua phía nam thị trấn.